# Granen
Granen är en saga skriven 1844 av H.C. Andersen. Sagan publicerades i författarens första sagosamling.

## Handling
Sagan handlar om en liten gran som hela tiden vill växa och bli större. En dag hör han talas som hur fint det är att vara skeppsmast och börjar sträva efter det. Eftersom han är en fin gran blir han också huggen först av alla granarna till jul och han får bli en julgran, och det tycker han är jättebra också. Han får vackra julgransprydnader och ser barn som leker och får höra en saga. Tillvaron som julgran blir förstås kortvarig. Under vintern tillbringar han sin sista tid på vinden där han berättar historier för mössen och lever på hoppet att bli återplanterad när det blir vår. Granens liv får ett abrupt slut när han eldas upp. 
Huvudpersonen är förstås granen. Fåglarna spelar en viktig roll som budbärare som berättar om tillvaron som julgran. I slutet blir mössen åhörare då granen också får en chans att återberätta sitt liv. 
Typiskt för Andersens sagor är att de på en nivå är skrivna för barn, på en annan för den vuxne läsaren. Till den senare riktar sig berättelsens moral – i det här fallet att man ska uppskatta det enkla och naturliga och vara nöjd med tillvaron.
Den lilla granens problem är att den inte förmår leva i nuet. Den uppskattar inte solskenet och blommorna ute i fria skogen – Och när den väl får sin dröm uppfylld och blir julgran kan den inte heller njuta av stunden utan får ”barkvärk” och darrar så att julljusen bränner den. 
Liksom i många andra av Andersens berättelser förekommer besjälade ting, d.v.s. djur och föremål har försetts med mänskliga egenskaper. Fåglarna, vinden, daggen, solen – alla kan de tala och tänka och de uppmuntrar granen att ta vara på livet:
”Gläd dig åt din ungdom!” sa solstrålarna. ”Gläd dig åt att du växer frisk och stark, åt det unga liv som finns i dig!”
Men den lilla granen kan inte glädjas, den vill bara ha mer, växa sig större, känna något nytt. Först när den ligger vissen och övergiven på backen och väntar på att eldas upp förstår den vad den gått miste om
| ” | ”Förbi! Förbi!”, sa den stackars granen. ”Om jag bara hade glatt mig då jag kunde! Förbi! Förbi!” | „ |